# Simplicio (filosofo)
Simplicio (in greco antico: Σιμπλίκιος?, Simplíkios; in latino Simplicius; Cilicia, 490 circa – 560 circa) è stato un filosofo e matematico bizantino.

## Biografia
Allievo di Ammonio di Ermia ad Alessandria d'Egitto, fu poi attivo nella Scuola neoplatonica di Atene. Dopo la chiusura di questa scuola, ordinata dall'imperatore bizantino Giustiniano I (527-565) nel 529, fu uno dei sette neoplatonici che emigrarono in Persia, a Carre, dove frequentò Damascio, conosciuto, forse, già in precedenza ad Atene. In quest'ultima città tornò a stabilirsi definitivamente nel 533.
Di lui restano i commenti alla Fisica, alle Categorie, al De caelo e al De anima di Aristotele e quello al Manuale di Epitteto; sono perduti i commenti alla Metafisica e alle Meteore di Aristotele e al primo libro degli Elementi di Euclide.
Tra i maggiori esponenti del tardo neoplatonismo eclettico, cercò di conciliare Platone e Aristotele, identificando il non-essere di Platone con la materia di Aristotele; di quest'ultimo accettò la teoria dell'intelletto agente separato dagli individui, mentre la sua etica è di derivazione stoica.
A lui e a Sesto Empirico si deve gran parte della conservazione del Poema sulla natura di Parmenide.

## Simplicio e Anassimandro
È dovuta ad una citazione di Simplicio, contenuta nel suo Commentario alla Fisica di Aristotele - 24, 13, la conoscenza dell'unico frammento di pensiero risalente direttamente ad Anassimandro, e precisamente l'attribuzione al pensatore milesio del concetto di Ápeiron - Indefinito.

## Commenti ad Aristotele
- Hermann Diels (ed.), Simplicii in Aristotelis physicorum libros quattuor priores commentaria (= Commentaria in Aristotelem Graeca, Vol. 9), Berlino, Georg Reimer, 1882.
- Hermann Diels (ed.), Simplicii in Aristotelis physicorum libros quattuor posteriores commentaria (= Commentaria in Aristotelem Graeca, Vol. 10), Berlino, Georg Reimer, 1895.
- Michael Hayduck (ed.), Simplicii in libros Aristotelis de anima commentaria (= Commentaria in Aristotelem Graeca, Vol. 11), Berlino, Georg Reimer, 1882.
- Johan Ludvig Heiberg (ed.), Simplicii in Aristotelis de caelo commentaria (= Commentaria in Aristotelem Graeca, Vol. 7), Berlino, Georg Reimer, 1894.